# Gerichtsbezirk Manetin
Der Gerichtsbezirk Manetin (tschechisch: soudní okres Manětín) war ein dem Bezirksgericht Manetin unterstehender Gerichtsbezirk im Kronland Böhmen. Er umfasste Gebiete im Westen Böhmens im heutigen Okres Plzeň-sever. Zentrum des Gerichtsbezirks war die Stadt Manetin (Manětín). Das Gebiet gehörte seit 1918 zur neu gegründeten Tschechoslowakei und ist seit 1993 Teil der Tschechischen Republik.

## Geschichte
Die ursprüngliche Patrimonialgerichtsbarkeit wurde im Kaisertum Österreich nach den Revolutionsjahren 1848/49 aufgehoben. An ihre Stelle traten die Bezirks-, Landes- und Oberlandesgerichte, die nach den Grundzüge des Justizministers geplant und deren Schaffung am 6. Juli 1849 von Kaiser Franz Joseph I. genehmigt wurde. Der Gerichtsbezirk Ronsperg gehörte zunächst zum Kreis Pilsen und umfasste 1854 die 59 Katastralgemeinden Augezdl, Bärenklau, Böhmisch Doubrawic, Böhmisch Neustadtl, Brdo, Budsch, Čisotin, Deutsch Doubrawic, Deutsch Neustadtl, Draschen, Foßlau, Hluboka, Hodowies, Hubenow, Hurz, Kalec, Kamenahora, Kasniau, Koreitko, Kotantschen, Krasch, Kraschowic, Kraschtowic, Křečowa, Ladměřic, Leschowic, Lippen, Littau, Lomnicka, Losa, Lukowa, Lusetin, Manetin, Mösching, Mrnik, Netschetin, Oberběla, Ondřejow, Plachtin, Planes, Potok, Preitenstein, Rabenstein, Rading, Radschin (I. Theil), Ratka, Ribniz, Stechowitz, Stradischt, Trnowa, Tschernheit, Voitles, Wilkischau, Wirschin, Wisočan, Wražno, Zahradka und Zwolle.
Der Gerichtsbezirk Manetin bildete im Zuge der Trennung der politischen von der judikativen Verwaltung ab 1868 gemeinsam mit dem Gerichtsbezirk Kralowitz (Kralovice) den Bezirk Kralowitz. Durch die Grenzbestimmungen des am 10. September 1919 abgeschlossenen Vertrages von Saint-Germain kam der Gerichtsbezirk Blatna vollständig zur neugegründeten Tschechoslowakei, wobei die Gerichtseinteilung bis 1938 im Wesentlichen bestehen blieb. Nach dem Münchner Abkommen wurde das Gebiet dem Protektorat Böhmen und Mähren zugeschlagen. Nach dem Zweiten Weltkrieg gehörte das Gebiet zum Okres Plzeň-sever, dessen Behörden jedoch im Zuge einer Verwaltungsreform 2003 ihre Verwaltungskompetenzen verloren. Diese werden seitdem von den Gemeinden bzw. der Region Plzeňský kraj, zu der das Gebiet um Manetin seit Beginn des 21. Jahrhunderts gehört, wahrgenommen.
Im Gerichtsbezirk Manetin 1869 15.080 Menschen in 31 Gemeinden bzw. 59 Katastralgemeinden. Bis 1890 stieg die Einwohnerzahl leicht auf 15.887 Menschen, danach sank die Einwohnerzahl bis 1900 auf 15.387 Menschen im Gerichtsbezirk, die auf 322,35 km² lebten. Während die Anzahl der Katastralgemeinden gleich geblieben war, stieg die Anzahl der Gemeinden wibis 1900 wieder auf 47. Der Gerichtsbezirk Manetin wies 1910 eine Bevölkerung von 16.099 Personen auf, von denen 38,2 Prozent Deutsch und 61,7 Prozent Tschechisch als Umgangssprache angaben.
Politisch gehörte der deutschsprachige Teil des Gerichtsbezirks bei den Reichsratswahlen 1907/11 zum Wahlbezirk 120, der tschechischsprachige Teil zum  Wahlbezirk 51.

## Gerichtssprengel
Der Gerichtssprengel umfasste Ende 1914 63 Katastralgemeinden bzw. die 47 Gemeinden Aujezdl (Újezd), Bernklau (Bezvěrov), Böhmisch Doubrawitz (Česká Doubravice), Böhmisch Neustadtl (Dolní Bělá), Brdo, Budsch (Bučí), Čisotin (Čestětín), Deutsch Doubrawitz (Německá Doubravice), Draschen (Dražeň), Foßlau (Hvozd), Hluboka (Hluboké), Hodowies (Hodoviz), Hubenow (Hubenov), Hurkau (Hůrky), Kaznau (Kazňov), Kotantschen (Kotaneč), Krasch (Krašov), Kraschowitz (Krašovice), Kraschtiowitz (Chrášťovice), Křečowa (Křečov), Ladměřitz (Ladměřice), Lippen (Lipí), Littau (Lité), Lomicka (Lomička), Losa (Loza), Lukowa (Luková), Manetin (Manětín), Mösing (Mezí), Mrtnik (Mrtníky), Netschetin (Nečtiny), Oberběla (Horní Bělá), Planes (Pláně), Potok, Preitenstein (Nečtiny), Rabenstein (Řabštein), Radschin (Račín), Ratka (Hrádek), Rybnitz (Rybnice), Stichowitz (Štichovice), Stradischt (Strážiště), Trnowa (Trnová), Wilkischau (Vlkošov), Wirschin (Bržín), Wisočan (Vysočany), Wražno (Vražné), Zahradka (Zahrádka) und Zwolln (Stvolny).